# Spyker D8
Pour les articles homonymes, voir D12.
La D8 Peking-to-Paris est un SUV de luxe à quatre portes du constructeur automobile néerlandaise Spyker. Le modèle est présenté au salon international de l'automobile de Genève 2006 et sa production débute en 2010, le constructeur affirmant avoir reçu une centaine de commandes.

## Historique
Le modèle est d'abord présenté au marché nord-américain, son principal débouché, au salon de l'automobile de New York en avril 2006. Le nom Peking-to-Paris fait référence à la course-raid Pékin-Paris qui eut lieu en 1907 de Pékin à Paris et à laquelle une Spyker conduite par le Français Charles Goddard finit seconde après trois mois de voyage.
Initialement, le prototype est nommé Spyker D12 car il est conçu pour accueillir un moteur à 12 cylindres en W de 500 chevaux d'origine Audi. Alors que le prototype est encore non-roulant, le constructeur dévoile un cahier des charges imposant un poids contenu en deçà de 1850 kg et une accélération de 0 à 100 km/h en moins de 5 secondes. Toutefois, la version commercialisée abandonne le W12 pour un moteur V8 ce qui conduit au changement d'appellation.
En dépit d'être un SUV, le véhicule reprend de nombreux éléments des voitures de sport produites par la marque, notamment issus de la Spyker C8.
Dans une conférence de presse tenue à Genève en mars 2010, Victor Muller déclare que le développement de la voiture pourrait être assisté par Saab.